# Claude Bacarit
Claude Bacarit ou Baccarit est un architecte français du XVIIIe siècle mort à Paris le 14 juin 1785. Il fut architecte de l'Hôtel-Dieu de Paris, de la Grande Écurie du Roi et de la Vénerie royale, expert-juré des Bâtiments du Roi. Il est surtout connu pour la mise au goût du jour, très décriée par la suite, du chœur de Saint-Germain-l'Auxerrois à Paris. Il fut également l'architecte de l'hôpital royal des Quinze-Vingts.

## Biographie
Architecte de l'Hôtel-Dieu de Paris, de la Grande Écurie du Roi et de la Vénerie royale, expert-juré des Bâtiments du Roi, Bacarit fut chargé, sous le contrôle de Michel-Barthélemy Hazon, contrôleur général du château de Choisy, d'aménager la forêt de Sénart pour les chasses de Louis XV. Il construisit à cet effet les écuries de Villeneuve-Saint-Georges et, probablement, le pavillon de Verrières.
Architecte de la fabrique Saint-Germain-l'Auxerrois, il fut chargé en 1756, avec son beau-frère, le sculpteur Louis-Claude Vassé, de moderniser l'église, faisant canneler les piliers couronnés de chapiteaux circulaires agrémentés de décors de guirlandes dans le goût classique. Il fit également démolir le jubé de l'église réalisé en 1544 par Pierre Lescot et comportant des bas-reliefs de Jean Goujon. Toutes ces transformations ont été qualifiées au XXe siècle de vandalisme. Les figures d'anges qu'il fit sculpter plus haut ont été malencontreusement remplacées par de simples corbeaux au XIXe siècle. « Pour ces embellissements, Baccari avait reçu les conseils d'une commission d'académiciens. Son ouvrage fut signalé avec éloges dans le Mercure d'octobre 1762 et approuvé par l'abbé Laugier dans ses Observations sur l'architecture ; mais Didron, dans les Annales architecturales (sic) de 1846 a déploré cette intervention. Par chance, un dessin de Slodtz (B.N., Est., Va 223a) montre le chœur de Saint-Germain tel qu'il sortit des mains de Bacari. »
À la mort de Bacarit, Nicolas-Claude Girardin fut proposé pour lui succéder comme architecte de la Grande Écurie, mais en raison de la mort prématurée de ce dernier, ce fut Labrière qui recueillit en définitive la charge.
Par son mariage avec Claude Elisabeth Vasse, fille du sculpteur Antoine François Vassé et Marie Germaine Labbé, il devient le beau-frère du sculpteur Louis Claude Vassé et de l'architecte Pierre-Henri Martin de Saint-Martin.

## Réalisations et principaux projets
- Château de Buzancy à Buzancy (Ardennes), 1756 (détruit) : Construit par Bacarit pour Pierre-Guillaume Tavernier de Boullongne, trésorier de l'Extraordinaire des guerres et secrétaire du roi, acquéreur de la seigneurie de Buzancy en 1756[6]. Celui-ci fit aussitôt raser l'ancien château-fort dont il ne conserva que les fossés, les fondations et les caves, pour faire construire un château moderne, dont subsistent les communs, en forme de fer à cheval. Le reste de la demeure a brûlé en 1784. Le château fut alors reconstruit par l'architecte Bélanger pour le fermier général Augeard. Ce château a lui-même été détruit par un incendie.
- Château de Bois-Préau à Rueil-Malmaison (Hauts-de-Seine), av. 1770[7] : Transformation du château pour le marquis de Prie, propriétaire entre 1765 et 1774. Il ne reste rien de cette intervention, le château ayant été entièrement reconstruit au XIXe siècle.

### Sources
- Michel Gallet, Les Architectes parisiens du XVIIIe siècle : Dictionnaire biographique et critique, Paris, Éditions Mengès, 1995, 494 p. (ISBN 978-2-85620-370-5), p. 260-261